# Monomma senegalense
Monomma senegalense es una especie de coleóptero de la familia Monommatidae.

## Distribución geográfica
Habita en Senegal.